# Grisù
Il grisù o grisou è un gas combustibile inodore e incolore, costituito prevalentemente da metano e altri gas (azoto, anidride carbonica ed etano) in quantità variabili e, in percentuali molto inferiori, elio, neon e idrogeno.

## Caratteristiche
È un gas che si forma tipicamente nelle miniere di carbone e di zolfo, dove, poiché è più leggero dell'aria, spesso si raccoglie in sacche isolate nelle parti alte delle gallerie. Per tale motivo viene chiamato anche gas di miniera (firedamp, nel mondo anglosassone).
Combinato in varie proporzioni con l'aria (dal 5 al 14% circa) dà luogo a una miscela molto tossica, infiammabile e altamente esplosiva. Per questo motivo nelle miniere, per evitare la formazione della miscela esplosiva, si ricorre a impianti di ventilazione, badando contemporaneamente a rimuovere le possibili cause dell'innesco, come le fiamme libere o le scintille, e a tenere continuamente sotto controllo la quantità di metano presente nell'aria. Le sacche di grisù sono state e sono all'origine di numerosi disastri minerari, soprattutto prima dell'invenzione della lampada di Davy, una particolare lampada a combustibile nella quale la fiamma non è libera ma avvolta da una reticella metallica fine che fa in modo che il gas, anziché incendiarsi ed esplodere, causi lo spegnimento della fiamma sostituendosi all'ossigeno di combustione.

## Pericolosità
La pericolosità del grisù dipende dalla sua composizione esatta. Le differenti cifre sono sempre approssimative, tuttavia si considera che le varie proporzioni siano:
- Innocuo se sotto 2% di massa con l'aria.
- Infiammabile fra 2% e 5,3% di massa con l'aria.
- Esplosivo fra 5,3%e 14% di massa con l'aria. Con una punta d'esplosività a 9% di concentrazione.
- Infiammabile sopra 15% di massa con l'aria. Se a tale concentrazione non esplode più, diventa mortale per asfissia.

Le esplosioni di grisù possono anche avvenire per semplice effetto meccanico, dovute alle altissime pressioni 
sotto le quali può trovarsi nelle vene di carbone.

## Incidenti
Ad esplosioni di grisù sono attribuiti i più gravi incidenti minerari di sempre, verificatisi negli Stati Uniti d'America ed in Europa.
Nella tragedia avvenuta il 6 dicembre 1907 nella miniera di carbone di Monongah, nella Virginia Occidentale, persero la vita 956 minatori; nella catastrofe di Courrières, accaduta il 10 marzo 1906 in Francia, le vittime furono ufficialmente 1099.
In Italia una fuoriuscita di grisù e la sua successiva deflagrazione (innescata dalle torce in uso per l'illuminazione) cagionarono nel 1867 la morte di un'intera squadra di operai intenti alla costruzione della galleria ferroviaria Cristina (presso la stazione di Castelfranco in Miscano) lungo la linea Napoli-Foggia, nella valle del Miscano. Si ricordano poi le tragedie per scoppio di grisou nelle miniere di zolfo in Sicilia: il 12 novembre 1881 a Caltanissetta nella miniera Gessolungo, persero la vita 65 minatori tra cui 19 carusi (bambini tra i 7 e i 14 anni), e a Casteltermini il 4 luglio 1916, vi furono 89 vittime nelle miniere di Arsia, vicino alle città di Albona e di Arsia (oggi in Croazia) quando alle 4:35 del 28 febbraio 1940 morirono per il grisù 195 persone, il disastro di Morgnano (provincia di Perugia), avvenuto il 23 marzo 1955, con 23 morti, e il disastro di Ribolla, dell'anno prima, con 43 morti.
Tre anni dopo, in Sicilia il 20 agosto 1957 nella miniera Trabia Tallarita di Sommatino (CL) morirono 23 zolfatari e molti altri rimasero feriti.

## Accorgimenti adottati dai minatori
Per difendersi dal gas grisù, i minatori di una volta portavano con loro una gabbietta con dei canarini, animali molto sensibili al gas. Se i canarini mostravano segni di soffocamento, era il momento di correre fuori dalla miniera. Oggi al posto dei canarini si utilizzano degli analizzatori automatici; quando la concentrazione del gas è troppo elevata, scatta un allarme generale.
Un altro metodo, il cosiddetto uomo del grisù, fu utilizzato principalmente in Inghilterra ma anche in Francia, dov'era chiamato metodo del pénitant o del cannonier. Prima della discesa dei minatori si mandava nella miniera un uomo (spesso un condannato o un volontario) che aveva il compito di percorrere tutta la miniera con una fiaccola fissata all'estremità d'una lunga pertica. L'uomo era vestito con tessuti pesanti e bagnati e portava una maschera. Se non c'era grisù, l'uomo risaliva sano e salvo; se c'era grisù come minimo s'infiammava e, nella peggiore delle ipotesi, vi era un'esplosione. In entrambi i casi, la miniera si poteva considerare sicura, almeno per un certo periodo. Questo metodo fu raccontato, fra gli altri, da Jules Verne nel romanzo Le Indie nere.
Nel 1815 venne inventata la lampada Davy, detta anche lampada di sicurezza. Era una lampada a fiamma che mediante un ingegnoso sistema si spegneva in caso di presenza di gas infiammabili.
Nelle moderne miniere il rilevamento dei gas pericolosi, infiammabili e non, è realizzato mediante l'uso di dispositivi elettronici portatili o collocati in stazioni fisse.